# Arthur Francis Basset Hull
Arthur Francis Basset Hull MBE (* 10. Oktober 1862 in O’Brien’s Bridge, Hobart Town, Tasmanien; † 22. September 1945 in Manly, Sydney, New South Wales) war ein australischer Amateur-Naturforscher, Staatsbeamter und Philatelist.

## Leben
Hull war der Sohn von Hugh Munro Hull, Gerichtsmediziner und später Sekretär des House of Assembly, und seiner Frau Margaret Basset, geborene Tremlett. Im Alter von 15 Jahren erkrankte er an Kinderlähmung und war daher sein ganzes Leben auf chirurgische Stiefel und einen Gehstock angewiesen. Von 1883 bis 1889 war er in der Kanzlei des Obersten Gerichtshof angestellt. In den 1880er Jahren war er Sekretär und Schatzmeister des Orpheus-Clubs. Daneben trat er als Tenor in Theaterstücken auf. Im April 1891 heiratete er Laura Blanche Nisbet, die 1893 starb. Aus dieser Ehe ging ein Sohn hervor. Hull zog nach Sydney und nahm im Oktober 1892 eine Tätigkeit als Schreiber im Generalpostamt an. Am 1. Juli 1900 folgte eine Anstellung als Sekretär der Arbeitskommissare im Department of Housing and Public Works in Queensland. 1902 heiratete er Caroline Ann Lloyd, geborene Baker, von der er sich 1912 scheiden ließ. Kurz nach der Heirat bereiste er Großbritannien und Europa. Nach seiner Rückkehr trat er im Januar 1903 als Beamter in das Bergbauministerium ein. 1921 ging er in den Ruhestand. Er zog in den Stadtteil Manly von Sydney, wo er im Dezember 1926 Diana Farley, geborene Carter, heiratete, die vor ihm starb. 1936 wurde er Mitglied des Order of the British Empire.
Hull war Sekretär sowie von 1917 bis 1919, von 1928 bis 1929 und von 1938 bis 1939 Präsident der Royal Zoological Society of New South Wales. Seit 1926 war er Mitglied des Taronga Zoological Park Trust. Außerdem war er von 1919 bis 1920 Präsident der Royal Australasian Ornithologists’ Union und von 1923 bis 1924 Präsident der Linnean Society of New South Wales und veröffentlichte in deren Zeitschriften. Er entdeckte das Nest und die Eier des Weißflügel-Sturmvogels (Pterodroma leucoptera) und fotografierte das einzig bekannte Nest des heute ausgestorbenen Lord-Howe-Graufächerschwanzes. 1909 erschien seine wichtigste ornithologische Schrift Birds of Lord Howe and Norfolk Islands in den Proceedings of the Linnean Society. Von 1917 bis 1945 war er ehrenamtlicher Ornithologe im Australian Museum.
Hulls größeres Interesse galt jedoch der Conchologie, insbesondere der Familie Chitonidae aus der Klasse der Käferschnecken. Seine Sammelexkursionen führten ihn um Australien, die Santa-Cruz-Inseln und Neukaledonien herum. Mit Tom Iredale veröffentlichte er 1927 eine Monografie der australischen Arten aus der heute ungültigen Mollusken-Klasse Loricata (heute Polyplacophora).
Seit seiner Kindheit sammelte Hull Briefmarken und war seit 1887 Ehrenmitglied der Royal Philatelic Society London. Er veröffentlichte Stamps of Tasmania (London, 1890), The Postage Stamps ... of New South Wales (London, 1911) und The Postage Stamps ... of Queensland (1930). Er schrieb viele Artikel über Briefmarken, Umschläge, Verpackungen, Postkarten und Münzen in diversen Zeitschriften und gab die Zeitschrift Australian Philatelist heraus. In seinen späteren Jahren sammelte und kommentierte er Steuermarken. Er erhielt viele philatelistische Ehrungen.

## Dedikationsnamen
Nach Hull wurde die Mollusken-Gattung Bassethullia, der heute ausgestorbene Lord-Howe-Star (Aplonis fusca hulliana) und die Unterart Pterodroma carneipes hullianus des Blassfuß-Sturmtauchers benannt.